# Гарецкий, Радим Гаврилович
Радим Гаврилович Гаре́цкий (бел. Радзім Гаўрылавіч Гарэцкі; 7 декабря 1928, Минск — 22 июня 2025) — советский и белорусский геолог-тектонист, академик АН Белорусской ССР (с 1977). Заслуженный деятель науки Белорусской ССР (1978).

## Биография
Родился 7 декабря 1928 года в городе Минск, в семье геолога Гавриила Ивановича Горецкого, одного из первых академиков Белорусской академии наук, племянник белорусского писателя и общественного деятеля Максима Горецкого.
В 1946 году поступил на геологоразведочный факультет Московского нефтяного института им. И. М. Губкина. Одновременно с учёбой в институте работал во Всесоюзном аэрогеологическом тресте.
После окончания учёбы в 1952 году был принят в отдел тектоники Геологического института АН СССР, где проработал до 1971 года. Он принимал активное участие в многочисленных научных экспедициях на территории Казахстана и Средней Азии.
В 1961 году защитил диссертацию на учёную степень кандидата геолого-минералогических наук.
В 1969 году — учёная степень доктора геолого-минералогических наук за работу «Тектоника молодых платформ Евразии». Благодаря ему были выяснены пространственно-временные закономерности размещения многих полезных ископаемых и открыт новый газоносный район в Приаралье.
В 1971 году вернулся в Минск и создал в Институте геохимии и геофизики АН БССР отдел геотектоники.
В 1972 году был избран членом-корреспондентом АН БССР, в 1977 году — действительным членом АН БССР и назначен директором Института геохимии и геофизики АН БССР, которым он руководил в течение 16 лет.
В 1980 году ему присвоено учёное звание профессора по специальности «Геотектоника».
В 1992—1997 годах — вице-президент Академии наук Беларуси.
По его инициативе с 1994 года в Республике Беларусь начал выходить новый научный журнал «Літасфера», главным редактором которого он является.
Благодаря его усилиям в Белорусском государственном университете (БГУ) в 1994 году после более чем 20-летнего перерыва вновь была начата подготовка геологов. Он организовал и возглавил кафедру динамической геологии. До 2000 года читал лекционные курсы в БГУ: «Геотектоника» и «Эволюция осадочных бассейнов».
Умер 22 июня 2025 года в возрасте 96 лет.

## Членство в организациях
Он избран членом Американского геофизического союза (1993), иностранным членом Российской академии наук (1994), является почётным директором Института геологических наук НАН Беларуси (1995).

## Награды и премии
- Государственная премия СССР (1969) — за разработку Тектонической карты Евразии.
- Лауреат Государственной премии Белорусской ССР (1978) — за работу «Тектоника Белоруссии».
- Заслуженный деятель науки Белорусской ССР (1978).
- Орден Трудового Красного Знамени (1981).
- Премия Академии Наук СССР имени Н. С. Шатского (1985).
- Медали и два диплома Почёта ВДНХ СССР.
- Медаль Мингео СССР «За заслуги в разведке недр, в ознаменование 100-летия образования геологической службы» (1982).
- Почётные грамоты Геологического общества СССР.
- Почётные грамоты Президиума Верховного Совета Белорусской ССР (1988).
- Американский биографический институт присвоил почётное звание «Человек 1997 года»[источник не указан 30 дней].
- Международный биографический центр Кембриджа присвоил звание «Человек 1997—1998 годов»[источник не указан 30 дней].
- Включён в список выдающихся людей 20-го столетия с выдачей памятного диплома и медали (1998)[источник не указан 30 дней].
- Медаль «100 лет БНР» (Рада Белорусской народной республики, 2019)[4]